# 氟硅酸银
氟硅酸银是一种无机化合物，化学式为Ag2SiF6。

## 制备
氟硅酸银可由氟硅酸铵和硝酸银在乙腈中反应得到：
(NH4)2SiF6 + 2AgNO3 → 2NH4NO3↓ + Ag2SiF6
乙腈在液氮温度下挥发，产物真空干燥得到纯品。